# Kirriemuir
Kirriemuir (in gaelico scozzese Cearan Mhoire) è un burgh di circa 6.000 abitanti della Scozia centro-orientale, facente parte dell'area amministrativa dell'Angus.